# Sven Riederer
Sven Riederer (27 marzo 1981) è un triatleta svizzero.

## Palmarès
- Olimpiadi
  - Atene 2004: bronzo